# Nemicolopterus
Nemicolopterus ist eine im Jahr 2008 beschriebene Gattung der Kurzschwanzflugsaurier, mit N. crypticus als einziger Art. Der Gattungsname Nemicolopterus ist aus drei altgriechischen Wörtern zusammengesetzt: „Nemos“ bedeutet „Hain, Wald“, „Ikolos“ soll „Bewohner“ bedeuten und „Pteron“ heißt „Flügel“. Das Art-Epitheton crypticus stammt von altgriechisch „kryptos“ und bedeutet „verborgen“. Der Artname Nemicolopterus crypticus als ganzes soll also „verborgener fliegender Waldbewohner“ bedeuten. Die Art lebte vor 120 Millionen Jahren in der Jehol-Gruppe in China.
N. crypticus ist aus einem einzigen Fossil in der Sammlung des Instituts für Wirbeltierpaläontologie und Paläoanthropologie der Chinesischen Akademie der Wissenschaften in Peking, China, bekannt. Das Fossil wurde in der Jiufotang-Formation gefunden, deren Alter im Aptium (120 Mio. Jahre) liegt. Es wurde in der Ortschaft Luzhhouou der Stadt Yaolugou, Kreis Jianchang, Stadt Huludao, westliche Provinz Liaoning im Nordosten Chinas entdeckt.

## Merkmale

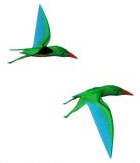
Künstlerische Rekonstruktion

Die Flügelspannweite von etwas weniger als 25 Zentimetern macht N. crypticus kleiner als alle anderen bekannten Flugsaurierfossilien, mit Ausnahme von wenigen frisch geschlüpften Exemplaren. Das einzige bekannte Exemplar ist nicht vollständig ausgewachsen, aber Wang und Kollegen führen die Menge an Knochenfusionen und die Verknöcherung der Zehen, Gastralia und des Brustbeins als Hinweis darauf an, dass es sich um ein Jungtier und nicht um einen Schlüpfling handelt. Darren Naish argumentierte dagegen, dass, weil Pterosaurier hochgradige Nestflüchter sind, Knochenfusion und Ossifikation sehr früh auftreten könnten und dass das gefundene Exemplar tatsächlich ein Schlüpfling der Gattung Sinopterus sein könnte.
Nemicolopterus ist ein zahnloser Flugsaurier. Wang und Mitarbeiter schlussfolgerten, dass es ein primitives Zwischenglied zwischen den Pteranodontoidea und den Dsungaripteroidea ist. Obwohl Nemicolopterus winzig ist, entwickelten sich einige Mitglieder dieser Gruppen wie Quetzalcoatlus schließlich zu den größten fliegenden Tieren die je gelebt haben.
Die Zehen und Krallen von Nemicolopterus zeigen eindeutige Anpassungen an das Umfassen von Baumästen. Die meisten Flugsaurier sind aus marinen Sedimenten bekannt, was bedeutet, dass sie wahrscheinlich Fische im Meer gefangen und an den angrenzenden Stränden oder Klippen gelandet sind. Nemicolopterus dagegen ist einer von nur wenigen bekannten Pterosauriern, die im Inneren von Kontinenten vorkamen, wahrscheinlich Insekten jagten und im Walddach lebten. Es ist jedoch anzumerken, dass die zeitgenössische Pterosaurier-Linie Tapejaridae (wie Sinopterus, die mit Nemicolopterus identisch sein könnte) auch starke Anpassungen für das Klettern aufweist.